# Massimo Annesi
Massimo Annesi (Roma, 25 aprile 1923 – Roma, 2 marzo 2005) è stato un avvocato e giurista italiano, presidente della Svimez dal 1991 al marzo 2005 dopo esserne stato vicepresidente dal 1978 al 1991 collaborando con Pasquale Saraceno, e noto per essere stato l'autore di gran parte della legislazione sul Mezzogiorno.

## Biografia
Nato a Roma nel 1923, si è laureato in Giurisprudenza all'Università di Roma ed è stato, poi, legato ad Amedeo e a Massimo Severo Giannini. Ha esercitato dal 1959 la professione di avvocato, ed ha svolto, parallelamente, un’intensa attività di ricerca e di organizzazione della ricerca. Egli ha fatto parte di quella “pattuglia” di non meridionali (forte il legame con un altro meridionalista non meridionale, Giuseppe De Rita, già SVIMEZ, fondatore e animatore del Censis), che ha legato la propria vita al Mezzogiorno, terreno sul quale misurare la propria capacità d'impegno democratico. Nell'agire quotidiano, seppe unire il rigore del giurista e la fantasia e la creatività del progettista.
Annesi non è stato, però, solo il maggiore studioso dei rapporti tra Stato e società meridionale. È stato un giurista completo, al quale non sfuggiva nulla della caotica legislazione italiana, soprattutto quella per il Sud, che riordinò a più riprese e in diverse pubblicazioni, fondamentali per chi voglia conoscere i problemi del sottosviluppo meridionale e i tentativi per ridurre il divario tra Nord e Sud.
Animato da una forte passione per la questione meridionale, mirava alla unificazione tra le due Italie, obiettivo che ha generosamente perseguito nel corso della sua vita e che è riflesso nelle sue numerose pubblicazioni.
Nato a Roma il 25 aprile 1923, nel 1945 conseguì la laurea in giurisprudenza nell’Università di Roma, con una tesi su La Costituzione della Repubblica argentina (pubblicata poi a Firenze, Sansoni, 1946), di cui fu relatore Guido Zanobini, e fu poi, per anni, legato a Massimo Severo Giannini e a suo padre Amedeo.
A partire dal 1946, proprio per il tramite di Massimo Severo Giannini si avvicinò a Rodolfo Morandi, tra i capi della Resistenza ed esponente della sinistra socialista, Ministro dell'Industria nel secondo e nel terzo Ministero De Gasperi. Nella sede di via Veneto, Annesi, tra il luglio 1946 e il febbraio 1947, lavorò all'interno dell'ufficio legislativo il cui responsabile, Giannini, egli considerò sempre suo maestro. In quei mesi, conobbe Pasquale Saraceno.
Nel 1952 sposò Carla Montanella, da cui ebbe tre figli: Flavia, Isabella e Michele.
Morì a Roma, dopo breve malattia, il 2 marzo 2005.
2. “Donazione Annesi”
Dopo la sua scomparsa, una parte della considerevole mole di volumi raccolta nella sua biblioteca fu devoluta, per desiderio della famiglia, al Dipartimento di Scienze Giuridiche dell’Università degli Studi della Tuscia che, nel 2006, ha quindi ricevuto la donazione di circa 6000 volumi di diritto, economia, storia e scienza della politica. Il Dipartimento dell’Università ha deciso di intitolare a Massimo Annesi la propria Biblioteca. La donazione è stata divisa per aree tematiche. Tra i volumi donati c’è la raccolta completa della “Rivista giuridica del Mezzogiorno”, da lui fondata nel 1987 e diretta fino al febbraio 2005.
3. I ruoli ricoperti
Numerosi sono gli incarichi svolti da Annesi in oltre un cinquantennio di vita lavorativa.
Dal 1947 fu Consulente giuridico all’Associazione per lo sviluppo dell’industria nel Mezzogiorno-SVIMEZ, divenendo poi Responsabile della Sezione incaricata delle ricerche giuridico-legislative.
Nel 1957, assieme a Giorgio Sebregondi, responsabile della sezione sociologica della SVIMEZ, ed a Alain Dutheillet De Lamothe, consigliere di stato francese e futuro componente della Corte di giustizia della Comunità europea, collaborò con il Ministero del Coordinamento economico del Governo greco per l’organizzazione degli organi centrali di programmazione e di direzione della politica di sviluppo, anche territoriale. Nello stesso anno, fu membro del Comitato di esperti giuridici dei sei Paesi allora aderenti alla Comunità europea del carbone e dell’acciaio-CECA, istituito presso la Divisione dei problemi del lavoro della stessa CECA.
Dal 1960, collaborò con il Comitato dei Ministri per il Mezzogiorno e, dal 1963, fu impegnato, presso lo stesso Comitato, su molti aspetti giuridico-legislativi legati all’intervento straordinario nel Mezzogiorno.
Sempre negli anni Sessanta, durante il Concilio Vaticano II, su richiesta di Giuseppe Bigazzi, stese lo statuto del Centro per l'informazione e la documentazione dello stesso Concilio. Centro che venne presieduto da Bigazzi e diretto dal teologo olandese Leo Alting von Geusau. Per la capacità dei promotori, facilitati dalla snellezza dello strumento statutario, il Centro – IDOC – si avvalse dell'apporto dei maggiori teologi dell'epoca, per pubblicare oltre venticinque volumi e dar vita, per alcuni anni, a un mensile in quattro lingue per le edizioni Mondadori.
Dal 1964, collaborò con il Ministero del Bilancio e, in particolare, con il Presidente della Sezione Esperti della Commissione Nazionale per la programmazione economica-CNPE.
Dal 1965 al 1970, collaborò con la Presidenza dell’Istituto per l’assistenza allo sviluppo del Mezzogiorno-IASM.
Dal 1965 al 1987 fu Consigliere di Amministrazione del Centro di Formazione e studi per il Mezzogiorno - FORMEZ, e dal 1982 al 1987 ne fu Vice Presidente. Al Formez, a partire dal 1989, fu anche il Consigliere delegato alla realizzazione del progetto RIPAM, nato per la riqualificazione delle amministrazioni locali meridionali. Annesi, in particolare, coordinò la selezione, la specializzazione e l'immissione, principalmente nei comuni, di oltre duemila giovani laureati. Più tardi, dal dicembre 1993 al dicembre 1999, fu nuovamente membro del Consiglio di Amministrazione del FORMEZ.
Nel 1970, divenne membro del Consiglio di Amministrazione della SVIMEZ.
Dal 1970, fu Consulente giuridico della Società Italiana Sistemi Informativi Elettronici S.p.A.-ITALSIEL, e, successivamente, ne fu Consigliere per i rapporti con le istituzioni, per le scelte strategiche del Gruppo, nel campo delle tecnologie dell’informazione e della comunicazione, e per i rapporti con le pubbliche amministrazioni.
Nel 1971, fu membro della Commissione costituita dal Ministro per gli Interventi straordinari nel Mezzogiorno per la preparazione del nuovo “Testo unico delle leggi sul Mezzogiorno”.
Nel 1976, costituita la Società Generale d'Informatica S.p.A.- SOGEI, ne divenne Consigliere di Amministrazione.
Dal 1978 al 1991, fu Vice Presidente della SVIMEZ, dove collaborò a lungo con Pasquale Saraceno.
Nel 1980 il Consiglio dei Ministri, su proposta di Massimo Severo Giannini, Ministro per la Funzione pubblica, affidò al Formez un'indagine sullo stato delle pubbliche amministrazioni italiane. Rilevazione da svolgere, per la prima volta dall'unità d'Italia, attraverso analisi di tipo analitico, empirico, aziendale, prendendo in esame l'organizzazione, le procedure e i costi. Annesi fu parte attiva nel ristretto gruppo che guidò la complessa operazione che si realizzerà in quindici mesi.
Nel 1981, collaborò con Pasquale Saraceno e con l’IRI alla costituzione della Finanziaria per i Sistemi Informativi Elettronici S.p.A.-FINSIEL. In quell’ambito, ebbe un forte legame con Giorgio Bocca, personalità di spicco della FINSIEL.
Dal 1987, fu Direttore della pubblicazione trimestrale della SVIMEZ “Rivista giuridica del Mezzogiorno”, da lui fondata nello stesso anno ed edita dalla Società editrice Il Mulino.
Nel 1988, per il volume “Nuove tendenze dell’intervento pubblico nel Mezzogiorno” (Milano, Giuffrè, 1973), gli fu conferito il Premio Alcide De Gasperi, istituito dalla rivista “Nuovo Mezzogiorno” d’intesa con il Banco di Napoli, per uno studioso “che nell’ultimo quarantennio, attraverso la complessiva produzione scientifica, abbia dato un rilevante contributo agli studi meridionalistici”.
Dal 1990 tenne, presso le Università degli Studi di Ancona e “Suor Orsola Benincasa” di Napoli, un corso di lezioni sull’intervento pubblico nel Mezzogiorno.
Nel 1990, fu nominato Consigliere giuridico del Ministro per gli Interventi straordinari nel Mezzogiorno, Giovanni Marongiu.
Nel 1991, dopo la morte di Pasquale Saraceno, il Consiglio di Amministrazione della SVIMEZ lo volle, all’unanimità, Presidente dell’Associazione.
Dal 1999 al 2003, insieme alla sua collaboratrice Agnese Claroni fu impegnato nella predisposizione dello “Schema di Testo unico delle disposizioni di legge sugli interventi nelle aree depresse”, relativo a tutte le norme primarie vigenti in materia di politica di sviluppo e di interventi nelle aree depresse del territorio nazionale.
4. L’attività scientifica
4.1. L’impegno alla SVIMEZ e gli studi meridionalistici
Due sono stati i tratti caratteristici dell’opera scientifica di Massimo Annesi. Da un lato, l’attenzione critica per la realtà e la costante verifica della concretezza legislativa. Dall’altro, il riferimento continuo alla tradizione politica ed economica della cultura meridionalistica, i cui protagonisti egli aveva frequentato, da Giordani a Menichella, da Rossi Doria a Saraceno.
In particolare, ad Annesi si deve la più completa storia della legislazione sul Mezzogiorno e sulle aree sottosviluppate, compiuta attraverso un’analisi di migliaia di leggi speciali. Restano fondamentali i suoi studi compiuti negli anni del suo impegno alla SVIMEZ, relativi a capitoli importanti dei rapporti tra Stato ed economia, come quello delle zone industriali, delle agevolazioni e dei finanziamenti pubblici, delle imprese e degli enti pubblici.
4.2. Le raccolte normative e i Testi Unici
La SVIMEZ, sotto la guida di Annesi, si occupò con grande impegno dei problemi del Mezzogiorno e, in generale, del dualismo economico.
In particolare, con riferimento alla soppressione dell’intervento straordinario nel Mezzogiorno e all’istituzione, in sua vece, di un “Sistema di interventi ordinari nelle aree depresse del territorio nazionale”, avvenuti nel giro di un breve volgere di tempo, dal dicembre 1992 all’aprile 1993, Massimo Annesi, per dare ordine a tutta la normativa relativa all’intervento, promosse la pubblicazione di due volumi – il primo, Annesi-Claroni, nel 1990; il secondo, Annesi-Piazza, nel 1996 – che riprodussero, con coordinamento sistematico, tutta la produzione normativa succedutasi in quegli anni, di “passaggio” dall’intervento straordinario all’ordinario.
4.3. Le principali pubblicazioni di Massimo Annesi (*)
-Legislazione per il Mezzogiorno, 1861-1957. Roma, Giuffrè, 1957, 2 vol. (XXV-2602; 2601 p.). L’introduzione al volume, con il titolo La legislazione per lo sviluppo del Mezzogiorno, anche in SVIMEZ, Il Mezzogiorno nelle ricerche della SVIMEZ (1947-1967). Roma, Giuffrè, 1968, 282-300 p.
-Provvedimenti per il Mezzogiorno. Testo della legge 29 luglio 1957 n. 634, coordinato con le altre norme sulla Cassa per il Mezzogiorno. Roma, SVIMEZ, 1958, 208 p. Seguito da fascicolo di aggiornamento, Roma, SVIMEZ, 1959, 90 p.
-Rassegna di giurisprudenza sulle leggi per l’industrializzazione del Mezzogiorno. Roma, Giuffrè, 1960, IX-133 p.
-Aspetti giuridici del piano regolatore delle ‘Aree di sviluppo industriale’ del Mezzogiorno, in Scritti di economia e statistica in memoria di Alessandro Molinari. Milano, Giuffrè, 1963, pp. 3-20.
-Sintesi delle agevolazioni per lo sviluppo economico del Mezzogiorno, Roma, SVIMEZ, 1963, 51 p. Anche in lingua inglese e francese.
-Finanziamento (dir. Pubblico), voce dell'Enciclopedia del Diritto. Milano, Giuffrè, 1968, vol. XVII, pp. 627-658.
-Sintesi delle agevolazioni per lo sviluppo economico del Mezzogiorno Roma, SVIMEZ, 1969, p. 226.
-Nuove tendenze dell’intervento pubblico nel Mezzogiorno. [Milano], Giuffrè, 1973, pp. VII-230. Anche in: - «Rivista trimestrale di diritto pubblico», 1972/1, pp. 128-175. - Le prime 64 pag. costituiscono il saggio introduttivo del volume Massimo ANNESI. L’intervento straordinario nel Mezzogiorno nel quinquennio 1971-1975 (L. 6 ottobre 1971, n. 853). Roma, SVIMEZ, 1972, pp. 1-58, [v. n. 30].
-Il T.U. delle leggi sugli interventi nel Mezzogiorno (DPR 6 marzo 1978, n. 218). Testo coordinato con introduzione illustrativa di Massimo Annesi. Roma, SVIMEZ, 1980, XXXIX-296 p. L’introduzione al volume porta il titolo La disciplina degli interventi: direttrici attuali ed esigenze di innovazione, pp. 3-72. Anche in: - «Informazioni SVIMEZ», 1980/2-3 (15 febbraio-15 marzo), pp. 35-54 (prima parte); - «Informazioni SVIMEZ», 1980/4 (15 aprile), pp. 87-93 (seconda parte); - «Informazioni SVIMEZ», 1980/5 (15 maggio), pp. 147-160 (terza parte), con il titolo L’attuale disciplina degli interventi nel Mezzogiorno.
-La ‘cessazione’ della Cassa per il Mezzogiorno e la riforma normativa dell’intervento straordinario, in «Rivista trimestrale di diritto pubblico», 1985/1, pp. 3-31. Anche in «Studi SVIMEZ», 1985/3 (luglio-settembre), pp. 745-773.
-MASSIMO ANNESI e AGNESE CLARONI (a cura di) La nuova disciplina dell’intervento straordinario nel Mezzogiorno. Testo coordinato della legge 1º marzo 1986, n. 64, e dei provvedimenti di attuazione. Bologna, Il Mulino, 1990, 1271 p. L’introduzione al volume porta il titolo L’intervento straordinario: diversificazione o uniformità organizzativa?,  pp. 23-51.
-I presupposti istituzionali di un intervento specifico per lo sviluppo e la coesione nelle aree sottoutilizzate del Paese: considerazioni e proposte operative, intervento alla presentazione del volume SVIMEZ. Rapporto 2004 sull’economia del Mezzogiorno. Bologna, Il Mulino, 2004, 671 p., Roma, ABI, 15 luglio 2004, in «Rivista giuridica del Mezzogiorno», 2004/2-3, pp. 467-472. Anche in «Quaderno SVIMEZ», 2004, nuova serie, n. 28, pp. 7-15.
-Il ‘meridionalismo’ di De Gasperi, intervento al Convegno ‘L’iniziativa democratica riformatrice dei governi De Gasperi per il Mezzogiorno’, organizzato dalla Fondazione Alcide De Gasperi, Bari, 18-19 ottobre 2004, in «Rivista giuridica del Mezzogiorno», 2004/4, pp. 1161-1164.
Vanno ricordati, inoltre, il volume di Sergio Zoppi, Massimo Annesi, un ricordo, Soveria Mannelli, Rubbettino, 2005; e il ricordo che Sergio Zoppi traccia di Annesi, pubblicato in Pietre di confine, Soveria Mannelli, Rubbettino, 2015, pp. 105-113.
_____________________________________________
*La SVIMEZ ha dedicato a Massimo Annesi, dopo la sua scomparsa, il n. 1/2005 della “Rivista giuridica del Mezzogiorno”, da lui stesso fondata, intitolato In ricordo di Massimo Annesi; il “Quaderno SVIMEZ” n. 7/2006, Bibliografia degli scritti di Massimo Annesi (1946-2005), recante l’elenco dei suoi scritti e delle sue opere, e brevi note sulla vita e l’attività; e il “Quaderno SVIMEZ” n. 56/2018, con gli Atti della Giornata in ricordo di Massimo Annesi tenutasi, il 1º marzo 2017, al Consiglio di Stato in Roma. È inoltre in corso di pubblicazione, sulla “Rivista giuridica del Mezzogiorno” n. 2-3/2021, il saggio di Agnese Claroni intitolato Massimo Annesi. Ricordo di un grande meridionalista.
Pagina realizzata con i contributi di Sabino Cassese, Rita Perez, Sergio Zoppi, Agnese Claroni, Giovanni Farese
| Controllo di autorità | VIAF (EN) 238876257 · ISNI (EN) 0000 0003 8571 8769 · SBN CFIV100339 · LCCN (EN) n89641047 · GND (DE) 170299287 · J9U (EN, HE) 987007321076105171 |